# Cloris Leachman
Cloris Leachman, née le 30 avril 1926 à Des Moines (Iowa, États-Unis) et morte le 27 janvier 2021 à Encinitas (Californie, États-Unis), est une actrice américaine, notamment connue pour ses collaborations avec Mel Brooks et pour avoir interprété le rôle d'Ida, la grand-mère de Malcolm et de ses frères, dans la série Malcolm.
En 1972, elle remporte l'Oscar de la meilleure actrice dans un second rôle pour son rôle dans La Dernière Séance.

## Biographie
Elle a participé à l'émission américaine Dancing with the Stars où plusieurs autres célébrités ont collaboré, comme Denise Richards, Priscilla Presley, Mel B ou encore Billy Ray Cyrus.
Elle fait partie du casting de la série télévisée Drôle de vie. On l'a également vue dans la série Blue Mountain State, où elle a fait une apparition remarquée, dans le rôle d'une grand-mère avide de sexe.
Dans la série Malcolm, elle joue le rôle de l'ignoble grand-mère de Malcolm, fumeuse, alcoolique, détestant ses enfants et petits enfants, de très mauvais caractère : originaire d'un pays d'Europe de l'Est austère, elle est l'antithèse des gentilles grands-mères représentées dans les séries télévisées grand public.
De 2010 a 2012, elle incarne le rôle de Barbara June, surnommée Maw Maw, dans la série de Greg Garcia, Raising Hope, où elle incarne une grand mère déjantée atteinte de la maladie d'Alzheimer.
Elle meurt d'un accident vasculaire cérébral le 27 janvier 2021, à l'âge de 94 ans.

## Filmographie

### Au cinéma
- 1947 : Carnegie Hall : Extra
- 1955 : En quatrième vitesse : Christina Bailey
- 1956 : Le Supplice des aveux (The Rack) d'Arnold Laven : Caroline
- 1962 : Les Liaisons coupables : Mme Selby
- 1969 : Butch Cassidy et le Kid : Agnes
- 1970 :
  - Lune de miel aux orties : Bernice Henderson
  - WUSA de Stuart Rosenberg : Philomene
  - The People Next Door (en) : Tina Hoffman
- 1971 :
  - The Steagle (en) : Rita Weiss
  - La Dernière Séance : Ruth Popper
- 1973 :
  - Charley et l'Ange : Nettie Appleby
  - Dillinger : Anna Sage
  - Happy Mother's Day, Love George (en) : Ronda
- 1974 :
  - Frankenstein Junior de Mel Brooks : Frau Blücher
  - Daisy Miller de Peter Bogdanovich
- 1975 : Crazy Mama : Melba
- 1977 :
  - The Mouse and His Child (en) : Euterpe (voix)
  - Le Grand Frisson de Mel Brooks : Diesel
- 1979 :
  - The North Avenue Irregulars : Claire
  - Les Muppets, le film : La secrétaire du Seigneur
  - Scavenger Hunt : Mildred Carruthers
- 1980 :
  - La Coccinelle à Mexico : Tante Louise
  - Mister Gaffes : Samantha Carlson
- 1981 :
  - Gabrielle : Mme Kramer
  - La Folle Histoire du monde de Mel Brooks : Mme Defarge
- 1986 :
  - Shadow Play (en) : Millie Crown
  - Mon petit poney, le film : Hydia (voix)
  - Le Château dans le ciel : Dora (voix)
- 1987 :
  - Walk Like a Man (en) : Margaret Shand
  - Hansel & Gretel : La sorcière
- 1988 : Going to the Chapel : Mme Haldane
- 1989 : Prancer : Mme McFarland
- 1990 :
  - Texasville : Ruth Popper
  - Maux d'amour (Love Hurts): Ruth Weaver
- 1991 : The Giant of Thunder Mountain (en) : Le narrateur, Amy jeune
- 1993 :
  - My Boyfriend's Back : Maggie l'experte en Zombie
  - Les Allumés de Beverly Hills : Mamie
- 1994 : Le Lutin magique : Gnorga (voix)
- 1995 : Souvenirs d'un été : Grand-mère Albertson
- 1996 : Beavis et Butt-Head se font l'Amérique : La vieille femme dans le bus et dans l'avion
- 1997 : Jamais trop tard (en) (Never Too Late) : Olive
- 1997 : Annabelle : un amour de petite vache : Tante Agnes
- 1999 :
  - Le Géant de fer : Mme Tensedge (voix)
  - La Musique de mon cœur : Assunta Guaspari
- 2000 :
  - Raccroche ! (Hanging Up) de Diane Keaton : Pat Mozell
  - The Amati Girls (en) : Dolly Amati
- 2002 : Manna from Heaven de Gabrielle Burton et Maria Burton : Helen
- 2003 :
  - Alex et Emma : Grand-mère
  - Bad Santa : Grand-mère
- 2004 : Spanglish : Evelyn Wright
- 2005 :
  - Mi-temps au mitard : Lynette
  - L'École fantastique : Infirmière Spex
- 2006 :
  - Scary Movie 4 de David Zucker : Mme Norris
  - Beerfest : La Grande Gam Gam
- 2008 :
  - Ponyo sur la falaise : Kayo (voix)
  - The Women : Maggie
  - New York, I Love You : Mitzie
- 2009 :
  - American Cowslip (en) : Sandy
- 2010 :
  - A Very Mary Christmas (en) (Expecting Mary) : Annie
  - Encore toi ! : Helen
- 2011 :
  - The Fields : Gladys
  - The Oogieloves in the Big Balloon Adventure : Dotty Rounder
  - The Home
- 2012 : Timberwolf : Helena Booth
- 2013 :
  - Gambit : Arnaque à l'anglaise (Gambit) : la vieille dame, Grandma Merle
  - Les Croods : La grand-mère (voix)
- 2015 :
  - Témoin à louer (The Wedding Ringer) de Jeremy Garelick
  - Manuel de survie à l'apocalypse zombie : Mme Fielder
- 2016 : The Comedian de Taylor Hackford : Maden
- 2018 :
  - La Voix du pardon (I Can Only Imagine) d'Andrew Erwin et Jon Erwin : Memaw
  - Lez Bomb de Jenna Laurenzo : Joséphine
- 2020 : Les Croods 2 : Grand-mère (voix)
- 2020 : Jump darling : Grand-mère

### À la télévision
- 1951 : Tales of Tomorrow (1 épisode)
- 1955 : Le Choix de... (1 épisode) : Irma
- 1955-1962 : Alfred Hitchcock présente, 3 épisodes :
  - Premonition (1955) : Susan Stanger
  - Don't Interrupt (1958) : Mary Templeton
  - Where Beauty Lies (1962) : Caroline Hardy
- 1956-1961 : Gunsmoke (2 épisodes) : Boni Van Deman et Flory Tibbs
- 1957-1958 : Lassie : Ruth Martin
- 1960 : Johnny Staccato (1 épisode) : Jessica Winthrop
- 1960 : The Man in the Moon
- 1960 : Rawhide (1 épisode) : Mary Ann Belden
- 1960 : Au nom de la loi (1 épisode) : Ann Barchester
- 1960 : Échec et mat (1 épisode) : Marilyn Parker
- 1960 : Thriller (série TV)
- 1961 : La Quatrième Dimension (épisode: It's a good life) : Mme Fremont
- 1961-1962 : Les Incorruptibles (2 épisodes) : Julie Liemer et Mme Mailer
- 1961-1963 : 77 Sunset Strip (3 épisodes) : Connie Wingate, Eve Winters et Vicki Franklin
- 1962 : Route 66 (1 épisode) : Lydia
- 1962 : Laramie (1 épisode) : Sarah
- 1962 : La Grande Caravane (1 épisode) : Loretta
- 1962 : Le Gant de velours (1 épisode) : Elsie Condon
- 1962 : Going My Way (1 épisode) : Karen Murdock
- 1962 : Stoney Burke (1 épisode) : Eunice Stocker
- 1964 : Les Accusés (1 épisode) : Angela Simms
- 1966 : Perry Mason (1 épisode) : Gloria Shine
- 1967 : Match contre la vie (1 épisode) : Deborah Wilson
- 1967 : La Grande Vallée (1 épisode) : Fay
- 1967-1969 : Le Virginien (2 épisodes) : Clara et Ellen McKinley
- 1968 : Les Règles du jeu (1 épisode) : Vera Walker
- 1968 : Mannix : L'ex-femme de Barker
- 1969 : L'Homme de fer (1 épisode) : Molly Strong
- 1970 :  Docteur Marcus Welby (1 épisode) : Jean Cullen
- 1970-1977 : The Mary Tyler Moore Show : Phyllis Lindstrom
- 1972 : Le Jeune Docteur Kildare (1 épisode)
- 1972 : Night Gallery (1 épisode) : Mme Fulton
- 1972 : Le Sixième Sens (The Sixth Sense) (1 épisode) : Judith Eaton
- 1972 : Of Thee I Sing : Mary Turner
- 1973 : La Disparition : Jean Mitchell
- 1974 : Peter et Tillie : Tillie Schaefer
- 1974 : Peine de mort (en) (Death Sentence) : Susan Davies
- 1975 : Wonder Woman (1 épisode) : Reine Hippolyte
- 1975-1977 :  Phyllis : Phyllis Lindstrom
- 1979 : S.O.S. Titanic : Margaret Brown
- 1979 : Victime : Ruth Rendell
- 1984-1985 : La croisière s'amuse (3 épisodes) : Lisa Andersen et Karen Cooper
- 1984 : Ernie Kovacs: Between the Laughter de Lamont Johnson (téléfilm) : Mary Kovacs
- 1986-1988 : Drôle de vie : Beverly Ann Stickle
- 1990 : Ferris Bueller (en) (1 épisode) : Grand-mère Margaret
- 1991 : Les Simpson (1 épisode : Un pour tous, tous contre un) : Mme Glick
- 1993 : Doubles Jumelles, doubles problèmes : Tante Agatha et Tante Sofia
- 1994 : Une nounou d'enfer (1 épisode) : Clara Mueller
- 1997-2003 : Les Anges du bonheur (4 épisodes) : Ruth
- 1999 : The Titanic Chronicles (téléfilm)
- 2001 : Diagnostic : Meurtre (1 épisode) : Sudie
- 2001-2002 : The Ellen Show (18 épisodes) : Dot Richmond
- 2001-2006 : Malcolm (11 épisodes) : Ida
- 2003 : La Treizième Dimension (1 épisode) : Mme Fremont
- 2003 : Happy Family (1 épisode) : Lois
- 2004 : Le Monde de Joan (1 épisode) : Tante Olive
- 2005 : Mon oncle Charlie (1 épisode) : Norma
- 2007 : Lake Placid 2 : Sadie Bickerman
- 2009 :
  - Phinéas et Ferb (1 épisode) : La mère Dr. Doofenshmirtz
  - Hawthorne : Infirmière en chef (1 épisode) : Mme Lachman
- 2010 : Blue Mountain State (1 épisode) : La mère du Professeur
- 2010-2012 : Raising Hope : Maw Maw
- 2015
  - The Millers, saison 2 : Tante Louise
  - Hawaii 5-0 : La voisine
- 2017 : American Gods : Zorya Vechernyaya
- 2017-2018 : La Ligue des justiciers : Action (3 épisodes d'animation de 11 minutes) : Granny Goodness :
  - Superman's Pal, Sid Sharp (2017)
  - It'll Take a Miracle! (2017)
  -  Watchtower Tours (2018)

## Distinctions

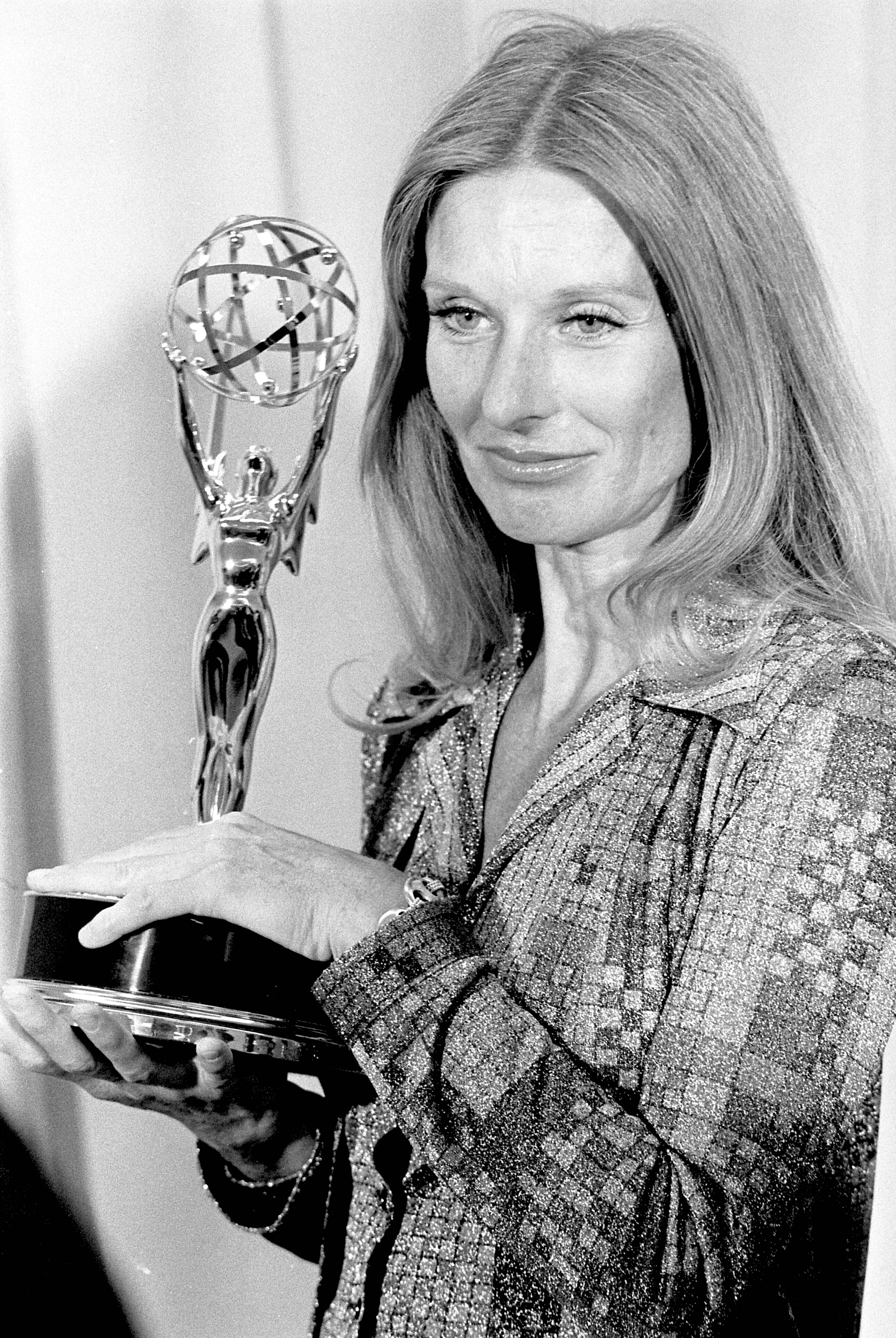
Emmy Award en 1973.

| Récompense                      | Année                                                                                   | Catégorie                                                                               | Pour                                             | Résultat |
| ------------------------------- | --------------------------------------------------------------------------------------- | --------------------------------------------------------------------------------------- | ------------------------------------------------ | -------- |
| Academy Awards                  | 1972                                                                                    | Meilleure actrice dans un second rôle                                                   | La Dernière Séance                               | Remporté |
| BAFTA Awards                    | 1973                                                                                    | Meilleure actrice dans un rôle secondaire                                               | La Dernière Séance                               | Remporté |
| Daytime Emmy Awards             | 1983                                                                                    | Meilleure interprète dans une série pour enfants                                        | ABC Afterschool Special                          | Remporté |
| Primetime Emmy Awards           | 1972                                                                                    | Meilleure actrice dans un second rôle dans une série comique                            | Mary Tyler Moore                                 | Nommée   |
| Primetime Emmy Awards           | 1973                                                                                    | Meilleure actrice dans un second rôle dans une série comique                            | Mary Tyler Moore                                 | Nommée   |
| Primetime Emmy Awards           | Meilleure actrice dans une série comique                                                | A Brand New Life                                                                        | Remporté                                         |          |
| Primetime Emmy Awards           | 1974                                                                                    | Meilleure actrice dans une série dramatique                                             | Les Vagabonds du nouveau monde                   | Nommée   |
| Primetime Emmy Awards           | 1974                                                                                    | Meilleure actrice dans un second rôle dans une série comique                            | Mary Tyler Moore                                 | Remporté |
| Primetime Emmy Awards           | 1975                                                                                    | Meilleure actrice dans un second rôle dans une série comique                            | Mary Tyler Moore                                 | Remporté |
| Primetime Emmy Awards           | Meilleure actrice dans un second rôle dans un programme de variétés, musical ou comique | Cher                                                                                    |                                                  | Remporté |
| Primetime Emmy Awards           | 1976                                                                                    | Emmy de la meilleure actrice invitée dans une série comique                             | Phyllis                                          | Nommée   |
| Primetime Emmy Awards           | 1976                                                                                    | Meilleure actrice dans un second rôle dans un programme de variétés, musical ou comique | Telly... Who Loves Ya Baby?                      | Nommée   |
| Primetime Emmy Awards           | 1978                                                                                    | Meilleure actrice dans un second rôle pour un spécial comique ou dramatique             | It Happened One Christmas                        | Nommée   |
| Primetime Emmy Awards           | 1984                                                                                    | Meilleure actrice dans un second rôle pour un spécial comique ou dramatique             | Ernie Kovacs: Between the Laughter               | Nommée   |
| Primetime Emmy Awards           | 1984                                                                                    | Meilleure performance individuelle dans un programme de variétés, musical ou comique    | Screen Actors Guild 50th Anniversary Celebration | Remporté |
| Primetime Emmy Awards           | 1988                                                                                    | Meilleure actrice invitée dans une série dramatique                                     | Promised Land                                    | Remporté |
| Primetime Emmy Awards           | 2001                                                                                    | Meilleure actrice invitée dans une série comique                                        | Malcolm                                          | Nommée   |
| Primetime Emmy Awards           | 2002                                                                                    | Meilleure actrice invitée dans une série comique                                        | Malcolm                                          | Remporté |
| Primetime Emmy Awards           | 2003                                                                                    | Meilleure actrice invitée dans une série comique                                        | Malcolm                                          | Nommée   |
| Primetime Emmy Awards           | 2004                                                                                    | Meilleure actrice invitée dans une série comique                                        | Malcolm                                          | Nommée   |
| Primetime Emmy Awards           | 2005                                                                                    | Meilleure actrice invitée dans une série comique                                        | Malcolm                                          | Nommée   |
| Primetime Emmy Awards           | Meilleure actrice invitée dans une série dramatique                                     | Le Monde de Joan                                                                        |                                                  | Nommée   |
| Primetime Emmy Awards           | 2006                                                                                    | Meilleure actrice dans un second rôle dans une mini-série ou un téléfilm                | Mrs. Harris                                      |          |
| Primetime Emmy Awards           | 2006                                                                                    | Meilleure actrice invitée dans une série comique                                        | Malcolm                                          | Remporté |
| Gemini Award                    | 2001                                                                                    | Meilleure actrice invitée dans une série dramatique                                     | Destins croisés                                  | Nommée   |
| Genie Awards                    | 1981                                                                                    | Meilleure actrice étrangère                                                             | Yesterday                                        | Nommée   |
| Golden Apple Awards             | 1975                                                                                    | Personnalité féminine de l'année                                                        | -                                                | Nommée   |
| Golden Globes                   | 1972                                                                                    | Meilleure actrice dans un second rôle                                                   | La Dernière Séance                               | Nommée   |
| Golden Globes                   | 1974                                                                                    | Meilleure actrice dans un film musical ou une comédie                                   | Charley et l'Ange                                | Nommée   |
| Golden Globes                   | 1975                                                                                    | Meilleure actrice dans un film musical ou une comédie                                   | Frankenstein Junior                              | Nommée   |
| Golden Globes                   | 1976                                                                                    | Meilleure actrice dans une série télévisée musicale ou comique                          | Phyllis                                          | Remporté |
| Kansas City Film Critics Circle | 1973                                                                                    | Meilleure actrice dans un second rôle                                                   | La Dernière Séance                               | Remporté |
| National Board of Review        | 1972                                                                                    | Meilleure actrice dans un second rôle                                                   | La Dernière Séance                               | Remporté |
| Satellite Awards                | 2005                                                                                    | Meilleure actrice dans un second rôle (film musical ou comédie)                         | Spanglish                                        | Nommée   |
| Screen Actors Guild Awards      | 2005                                                                                    | Meilleure actrice dans un second rôle                                                   | Spanglish                                        | Nommée   |
| Screen Actors Guild Awards      | 2007                                                                                    | Meilleure actrice dans une mini-série ou un téléfilm                                    | Mrs. Harris                                      | Nommée   |
| Walk of Fame                    | ?                                                                                       | Télévision                                                                              | -                                                | Remporté |